# Equazione integrale
Si chiama equazione integrale ogni equazione che ha l'incognita sotto il segno di integrale. Per esempio, l'equazione di risoluzione di un'equazione differenziale è un'equazione integrale: in generale c'è una forte relazione tra equazioni differenziali ed integrali, e alcuni problemi possono essere formulati in entrambi i modi, come ad esempio le equazioni di Maxwell.

## Equazioni integrali lineari
Lo studio delle equazioni integrali si divide in due settori, relativi alle equazioni lineari e a quelle non lineari. Un'equazione integrale lineare generica nell'incognita {\displaystyle \varphi (x)} ha la forma:
{\displaystyle A(x)\varphi (x)+\int _{\Omega }K(x,s)\varphi (s)\ ds=f(x)\qquad x\in D}
dove {\displaystyle K(x,z)} si chiama nucleo dell'equazione integrale, la funzione {\displaystyle A} è detta coefficiente e {\displaystyle f} il termine noto. L'insieme {\displaystyle \Omega } è un sottoinsieme di uno spazio euclideo. Nel caso in cui {\displaystyle K} e {\displaystyle A} siano matrici e {\displaystyle f}, {\displaystyle \varphi } funzioni vettoriali, allora si ha un sistema di equazioni lineari integrali. Se {\displaystyle f=0} l'equazione (o sistema) si dice omogenea.
Un'equazione integrale lineare in cui un estremo dell'intervallo di integrazione è variabile viene detta equazione di Volterra:
{\displaystyle y(x)=\int _{a}^{x}K(x,z)y(z)\ dz+f(x)}
dove {\displaystyle y(x)} è la funzione incognita.
Se, invece, entrambi gli estremi dell'intervallo di integrazione sono fissi
{\displaystyle y(x)=\int _{a}^{b}K(x,z)y(z)\ dz+f(x)}
viene chiamata equazione integrale di Fredholm.
Quando la funzione incognita si trova solo sotto il segno di integrale allora si hanno equazioni di Volterra e di Fredholm di prima specie, quelle sopra sono dette di seconda specie.

## Equazioni integrali non lineari
Un'equazione di Volterra non lineare ha la forma generale:
{\displaystyle \varphi (x)=f(x)+\lambda \int _{a}^{x}K(x,t)\,F(x,t,\varphi (t))\,dt}
dove {\displaystyle F} è una funzione nota.
Un altro esempio è l'equazione di Urysohn:
{\displaystyle \varphi (x)=\lambda \int _{\Omega }K(x,s,\varphi (s))\,ds\qquad x\in \Omega }
dove {\displaystyle \Omega } è un sottoinsieme chiuso e limitato di uno spazio euclideo finito-dimensionale e il nucleo {\displaystyle K(x,s,t)} è una funzione data definita per {\displaystyle x,s\in \Omega } e {\displaystyle t\in \mathbb {R} }.
Un caso speciale dell'equazione di Urysohn è l'equazione di Hammerstein:
{\displaystyle \varphi (x)=\lambda \int _{\Omega }K(x,s)f(s,\varphi (s))\,ds\qquad x\in \Omega }
dove {\displaystyle f(s,t)} e {\displaystyle K(x,s)} sono funzioni date.

## Soluzione numerica
Spesso le equazioni integrali non hanno una soluzione analitica, e devono essere risolte numericamente. Uno dei metodi utilizzati in tale approccio richiede di discretizzare le variabili e rimpiazzare gli integrali con sommatorie:
{\displaystyle \sum _{j=1}^{n}w_{j}K\left(s_{i},t_{j}\right)u(t_{j})=f(s_{i})\qquad i=0,1,\cdots ,n}
Si ottiene in questo modo un sistema di n variabili ed altrettante equazioni. Risolvendolo si giunge al valore delle n variabili:
{\displaystyle u(t_{0}),u(t_{1}),\cdots ,u(t_{n})}

## Equazione di Wiener-Hopf
Equazioni integrali della forma:
{\displaystyle y(t)=\lambda x(t)+\int _{0}^{\infty }k(t-s)x(s)ds\qquad 0\leq t<\infty }
sono utilizzate nell'ambito del trasporto radiativo, della teoria della diffrazione e per la ricerca di soluzioni nel caso di problemi planari in cui la frontiera del dominio di integrazione è liscia a tratti.

## Serie di potenze come soluzione
In molti casi se il nucleo dell'equazione è della forma {\displaystyle K(xt)} e la trasformata di Mellin di {\displaystyle K(t)} esiste allora si può trovare la soluzione per l'equazione:
{\displaystyle g(s)=s\int _{0}^{\infty }dtK(st)f(t)}
nella forma di serie di potenze:
{\displaystyle f(x)=\sum _{n=0}^{\infty }{\frac {a_{n}}{M(n+1)}}x^{n}}
dove:
{\displaystyle g(s)=\sum _{n=0}^{\infty }a_{n}s^{-n}\qquad M(n+1)=\int _{0}^{\infty }dtK(t)t^{n}}
sono rispettivamente la trasformata zeta della funzione {\displaystyle g(s)} e la trasformata di Mellin del nucleo integrale.

## Equazioni agli autovalori
Alcune equazioni integrali si possono ottenere come generalizzazione di equazioni agli autovalori:
{\displaystyle \sum _{j}M_{i,j}v_{j}=\lambda v_{i}}
di cui si fornisce una versione continua:
{\displaystyle \int K(x,y)\varphi (y)\mathrm {d} y=\lambda \varphi (x)}
in cui il nucleo rimpiazza la matrice {\displaystyle M} e l'autofunzione {\displaystyle \varphi (y)} prende il posto degli autovettori {\displaystyle v_{j}}.
In molti casi il nucleo può essere una distribuzione.